# Pizza Hut
Pizza Hut američki je restoranski lanac osnovali su Dan i Frank Carney 1958. u mjestu Wichita, Kansas. Prodaje pizze i druge talijansko-američke hrane, uključujući tjesteninu, priloge i slastice.
Po zadnjem popisu 31. prosinca 2019. ovaj restoranski lanac ima 18,703 restorana, što ga ćini najvećim svjetskim lancem pizze. Podružnica je Yum! Brand, Inc., jedne od najvećih svjetskih restoranskih kompanija.

## Povijest
Pizza Hut osnovan je 15. lipnja 1958. godine, a osnovali su ga dva brata - Dan i Frank Carney. Bili su studenti Wichita Statea, te su imali jednu lokaciju u Wichiti, Kansasu. Nakon šest mjeseci otvorili su i drugi restoran, a u roku godinu dana imali su ukupno šest restorana. Braća su pokrenuli franšizu u 1959. Njihov ikonični stil gradnje dizajniran je u 1963.,a dizajnirao ga je arhitekt iz Chicaga George Lindstorm. Taj dizajn implementiran je 1969. PepsiCo kupio je Pizza Hut u studenom 1977. 20 godina kasnije, Pizza Hut (pored Taco Bella i Kentucky Fried Chickena - KFCa) odbacio je PepsiCo 30. svibnja 1997., i sva 3 restoranska lanca postali su dio nove kompanije Tricon Global Restaurants, Inc. Kasnije, 22. svibnja 2002. godine ta kompanija mijenja ime u Yum! Brands.
Prije zatvaranja u 2015., najstariji funkcionalan restoran Pizza Huta bio je u saveznoj državi Kansas, u gradu Manhattan u provinciji znanoj pod imenom "Aggieville" blizu Kansas State Universitya. Prvi Pizza Hut restoran istočno od Jezera Mississipi otvoren je u Athens, Ohio u 1966. godini, a otvorili su ga Lawrence Berberick i Gary Meyers.

## Meni
| Pizze - Meat Fest - BBQ Americano - Veggie Pepperphoni - Pepperoni - Supreme - Virtuous Veg Flatbread - Veggie - Hawaiian - Chicken Delight Flatbread - The G.O.A.T. - BBQ Steak 'n' Chicken Flatbread - Chicken Supreme - Margherita | Predjela i prilozi - Southern Fried Nuggets - Jalapeno Poppers - Cheesy Triangles - Mini Corn On The Cob - Garlic Bread - Onion Rings - Chicken Wings - Chicken Bites - Fries | Deserti - Triple Chocolate Cookie Dough - Chocolate Chip Cookie Dough - Raspberry Ice - Hot Chocolate Brownie - White Chocolate And Caramel Cookie Dough - Sharing Cookie Dough |

## Pizza Hut u Hrvatskoj
Pizza Hut u Hrvatskoj će biti otvoren u 2024. godini pod nositeljem franšize Top Pizza d.o.o.
Trenutno su u planu dva restorana u Zagrebu.

## Vanjke poveznice
- Službena stranica